# Julien Bonnaire
Julien Bonnaire (Bourgoin-Jallieu, 20 de septiembre de 1978) es un ex–jugador francés de rugby que se desempeñaba como ala.

## Selección nacional
Fue convocado a Les Bleus por primera vez en marzo de 2004 para jugar ante el XV del Cardo y jugó su último partido en marzo de 2012 contra los Dragones rojos. En total jugó 75 partidos y marcó 30 puntos producto de seis tries.

### Participaciones en Copas del Mundo
Disputó las Copas del Mundo de Francia 2007 donde Les Blues eran los favoritos pero trompezaron en la inauguración del torneo cayendo derrotados por Argentina 12-17 y terminaron segundos en el grupo. En un partido memorable, ganaron a los All Blacks 20-18 (éste fue el peor mundial de Nueva Zelanda), en semifinales enfrentaron a los vigentes campeones del mundo: el XV de la Rosa, siendo vencidos 9-14 y nuevamente perdieron ante los Pumas 10-34 por el tercer puesto. Su último mundial fue Nueva Zelanda 2011.
| Mundial                       | Sede          | Resultado     | PJ | Tries |
| ----------------------------- | ------------- | ------------- | -- | ----- |
| Copa Mundial de Rugby de 2007 | Francia       | Cuarto puesto | 5  | 2     |
| Copa Mundial de Rugby de 2011 | Nueva Zelanda | Subcampeón    | 7  | 0     |

## Palmarés
- Campeón del Torneo de las Seis Naciones de 2004, 2006, 2007 y 2010.
- Campeón del Top 14 de 2009–10 y 2016–17.